# سه برای همه
سه چیز برای همه (به انگلیسی: Three for All) یک فیلم موزیکال و کمدی بریتانیای محصول سال ۱۹۷۵ به کارگردانی مارتین کمبل با بازی آدرین پستا، رابرت لیندسی، پل نیکلاس، ادوارد وودوارد و ریچارد بکینسیل است.